# Йоганнес Гінрікс
Йоганнес Гінрікс (нім. Johannes Hinrichs; 29 травня 1913 — 20 червня 1984) — німецький офіцер-підводник, капітан-лейтенант крігсмаріне.

## Біографія
1 липня 1933 року вступив на флот. Після проходження навчання з 3 березня 1934 року служив на легкому крейсері «Лейпциг». З 20 березня по 30 серпня 1935 року пройшов штурманську підготовку у військово-морському училищі Фленсбурга-Мюрвіка, після чого служив на мінному тральщику M104. З 27 вересня 1935 по 26 березня 1936 року пройшов підготовку кандидата в унтерофіцери, після чого служив в 4-й флотилії торпедних катерів, з 27 вересня 1936 року — на легкому крейсері «Емден», з 8 травня 1938 року — у флотилії підводних човнів «Зальцведель». З 1 липня по 12 серпня 1938 року пройшов курс оберфельдфебеля, після чого повернувся в свою флотилію.
З 29 жовтня 1938 по 26 травня 1939 року пройшов старший штурманський курс, після чого служив на лінкорі «Шарнгорст», з 30 липня 1940 року — при командуванні флоту в Свінемюнде, з 23 довтня 1940 року — знову на «Шарнгорсті». 10 вересня 1941 року переданий в розпорядження 2-го адмірала підводного флоту, згодом призначений вахтовим офіцером на ескортному човні F5 з 25-ї флотилії підводних човнів. З 15 вересня по 4 жовтня 1941 року пройшов артилерійську підготовку, після чого повернувся вахтовим офіцером на F5 . З 1 лютого 1942 року — вахтовий офіцер на «Шарнгорсті». З 16 лютого 1942 року — 1-й вахтовий офіцер на F5. З 27 липня 1942 року — командир мінного тральщика M551.
З 7 січня по 2 липня 1944 року пройшов курс підводника, з 3 липня по 15 серпня — практику вахтового офіцера на підводному човні U-1302, з 16 серпня по 1 жовтня — курс позиціонування (радіовимірювання), з 2 жовтня по 16 листопада — курс командира човна. З 17 листопада 1944 року — додатковий вахтовий офіцер на U-2518. З 11 січня 1945 року — командир U-3005. 5 травня 1945 року наказав затопити човен в рамках операції «Регенбоген». 8 травня 1945 року взятий в полон британськими військами.

## Звання
- Рекрут (1 липня 1933)
- Сигнальник (28 лютого 1934)
- Оберсигнальник (1 жовтня 1934)
- Штурмансмат (1 квітня 1936)
- Оберштурмансмат (1 квітня 1938)
- Оберштурман (1 червня 1939)
- Оберфенріх-цур-зее (1 липня 1941)
- Лейтенант-цур-зее (1 жовтня 1941)
- Оберлейтенант-цур-зее (1 жовтня 1942)
- Капітан-лейтенант (1 квітня 1945)

## Нагороди
- Медаль «За вислугу років у Вермахті» 4-го класу (4 роки)
- Залізний хрест
  - 2-го класу (29 листопада 1939)
  - 1-го класу (2 липня 1940)